# Langinkoski kejserliga fiskestuga
Langinkoski kejserliga fiskestuga är ett tidigare kejserligt fritidshus, som byggdes 1888 på uppdrag av den ryske tsaren, då storfurste av Finland. Fiskestugan med tillhörande byggnader och naturområde fungerar sedan 1933 som ett museum. Den ligger vid Kymmene älv, intill Langinkoskiforsen, cirka sju kilometer nordväst om staden Kotka i Finland. 
Bland byggnaderna finns ett litet ryskt-ortodoxt kapell, byggt i början av 1800-talet. Kapellet byggdes av munkar från Valamo kloster, som 1797 fått fiskerätten till forsen. Kotka ortodoxa församling håller sedan 1970 gudstjänster i kapellet om somrarna. I parkområdet kring forsen finns en minnessten för tsar Alexander III av Ryssland, rest 1896. Under finska inbördeskriget sköt man mot stenen och försökte också ta loss minnesplaketten. Den skadade plaketten har bevarats som en del av den aktuella tidsepokens historia i Finland.

## Historik
Tsar Alexander III av Ryssland, storfurste av Finland från 1881, besökte Langinkoski för första gången år 1880, medan han fortfarande var tronarvinge. Vid sitt andra besök meddelande han att han ville ha en fiskestuga vid forsen. Man började bygga sommaren 1888 och invigningen skedde 1889. Stugan ritades av Magnus Schjerfbeck. Johan Jacob Ahrenberg svarade för inredningen. Alexander III besökte stugan under flera somrar. Hans efterträdare från 1894, tsar Nikolaj II av Ryssland, besökte Langinkoski endast en gång, hösten 1906, under blott ett par timmar.
Efter att Finland förklarat sig självständigt 1917 övertog staten Langinkoskiområdet med dess byggnader. Fiskestugan användes därefter som en sommarbostad för senatorer och ministrar. Kymmenedalens museisällskap började återställa stugan till ursprungsskick 1933 och den omvandlades till ett museum. Området med tillhörande byggnader förvaltas idag av Museiverket.
Nästa mer omfattande renovering vidtogs 2012, i anslutning till anläggningens 125-årsjubileum. Taket från 1950-talet läckte och farstun som satt sig behövde riktas. År 2013 började man resa en ny byggnad, för toaletter och tekniska utrymmen. Samtidigt började man också renovera och bygga till vaktmästarhuset, som därefter omvandlades till ett kafé. I projektet ingick vidare en upprustning av naturområdet kring stugorna.

## Bildgalleri

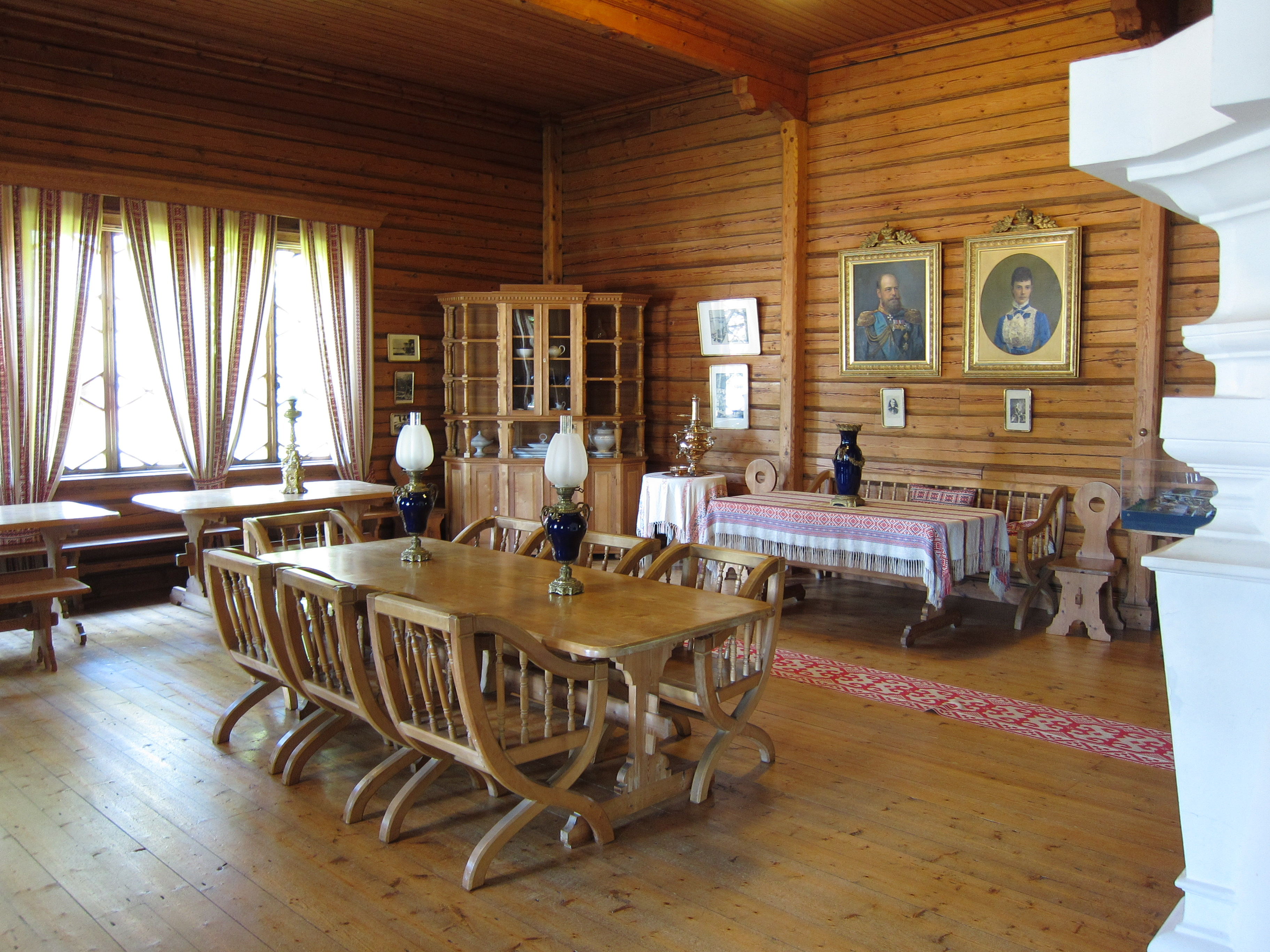
Langinkoski kejserliga fiskestuga, interiör
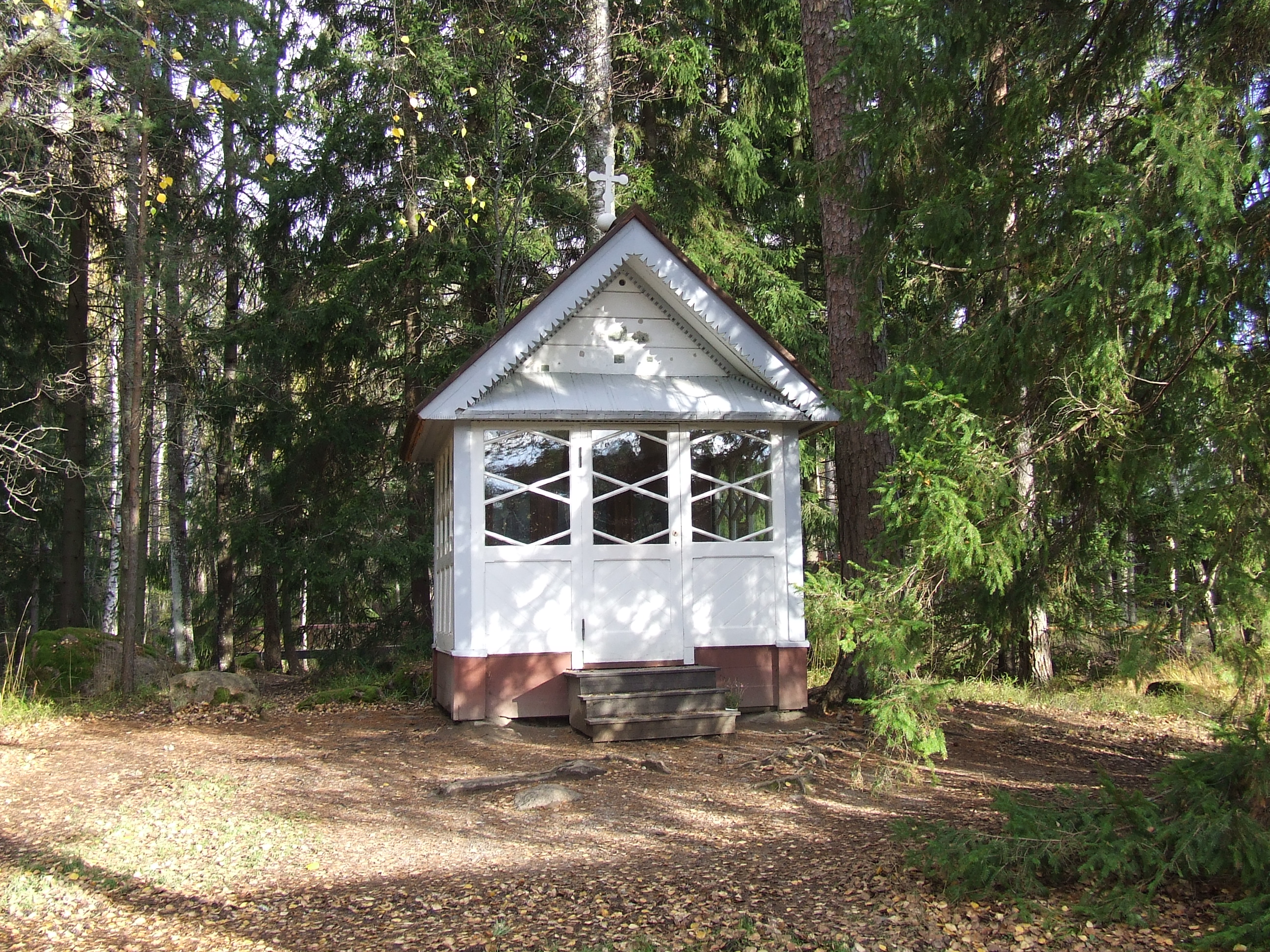
Ett ryskt-ortodoxt kapell, byggt av munkar från Valamoklostret
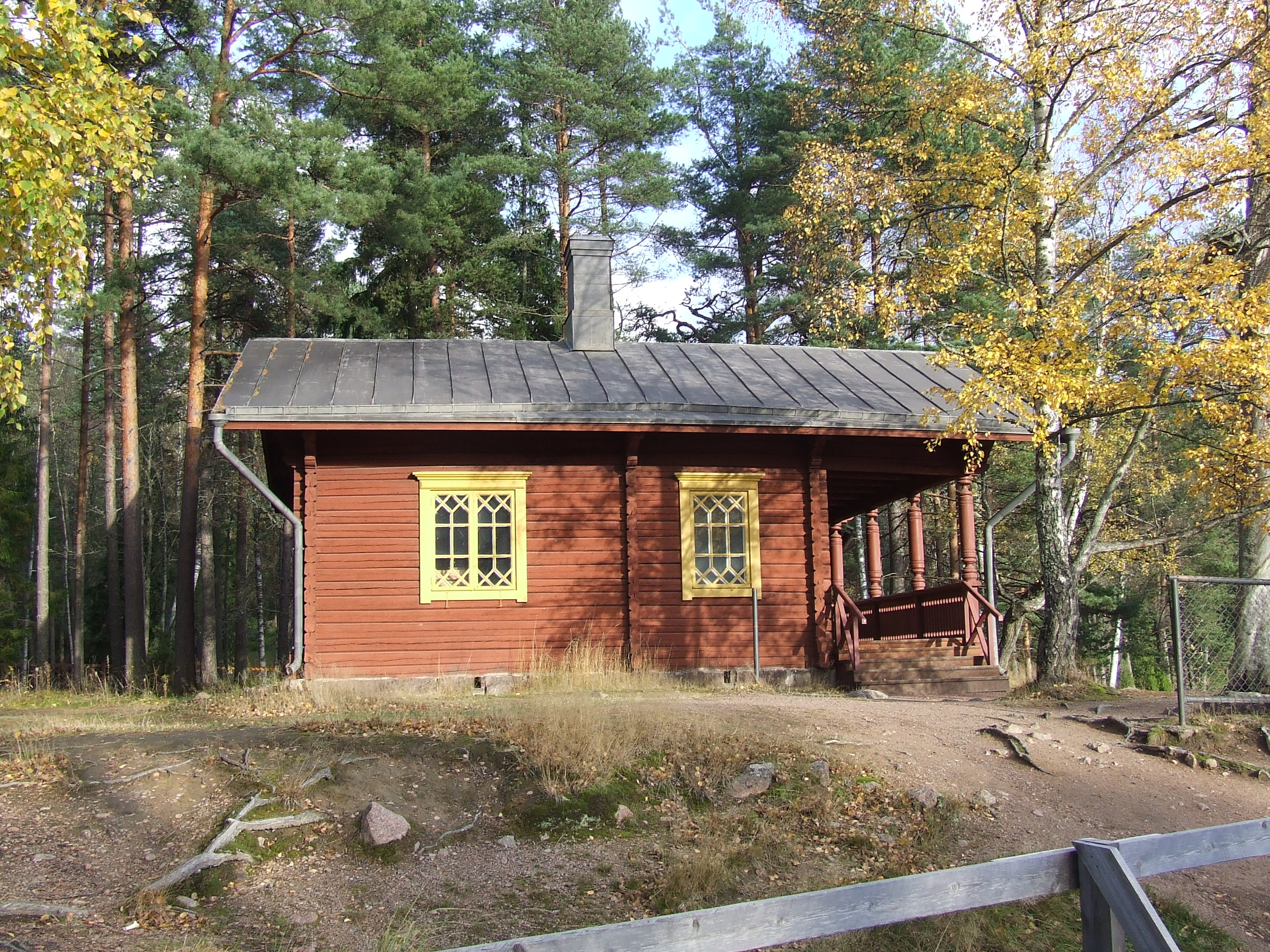
Fiskarens stuga